# キース・クラーク
キース・クラーク（Keith Clark, 1944年 - ）は、アメリカ合衆国の指揮者。南カリフォルニアを代表するオーケストラ、パシフィック交響楽団の創設者である。

## 経歴
イリノイ州アーバナの家庭に生まれ、カリフォルニア大学ロサンゼルス校で音楽を学んだ。在学中に合唱指揮者ロジェ・ワーグナーのアシスタントを務めたことをきっかけに、当時ロサンジェルス・フィルハーモニックの音楽監督であったズービン・メータの知遇を得る。また作曲家のロイ・ハリスと個人的に親交を持ち、一時期は彼の自宅に住み込んでいた。
その後メータの薦めでヨーロッパに留学。イタリア・キジアーナ音楽院でフランコ・フェラーラに指揮法を師事し、指揮者賞を得て卒業。さらにフルブライト奨学生としてウィーン国立音楽大学で学び、ハンス・スワロフスキーの下で研鑽を積んだ。1978年にはウィーン室内管弦楽団の首席客演指揮者に選任された。
1979年にアメリカに戻り、オレンジ郡を拠点にパシフィック交響楽団を創設する。順調に定期会員数を伸ばし、数年で南カリフォルニアを代表するオーケストラに成長させたが、運営への介入や急成長に伴う予算増加により理事会との関係が悪化。特に1987年にエグゼクティブ・ディレクターに着任したルイス・スピスト（Louis Spisto）と激しく対立し、1988年に理事会投票により解任された。
現在、アストリア音楽祭やポートランド・サマーフェストの芸術監督、シベリア室内管弦楽団の首席客演指揮者などを務めている。録音はパシフィック響とのコンビで、親交のあったロイ・ハリスの交響曲第6番《ゲティスバーグ》の世界初録音などがある。